# Belagerung von Schloss Hohentübingen
Wallerfangen – Dömitz – Haselünne – Wittstock – Rheinfelden – Breisach – Wittenweiher – Vlotho – Ochsenfeld – Chemnitz – Bautzen – Freiberg – Riebelsdorfer Berg – Dorsten – Preßnitz – La Marfée – Wolfenbüttel – Kempener Heide – Schweidnitz – Breitenfeld – Tuttlingen – Freiburg – Philippsburg – Jüterbog –  Jankau – Herbsthausen – Alerheim – Brünn – Korneuburg – Totenhöhe – Hohentübingen –  Triebl – Zusmarshausen – Wevelinghoven – Dachau –  Prag

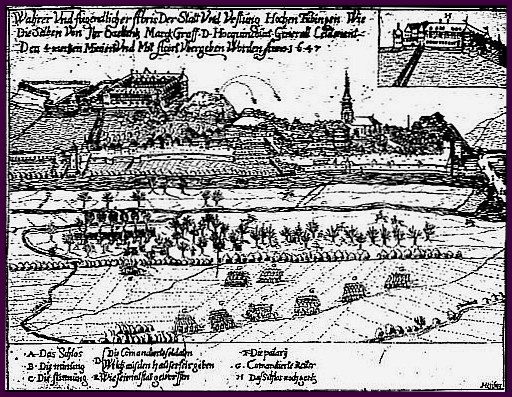
Belagerung von Schloss Hohentübingen 1647

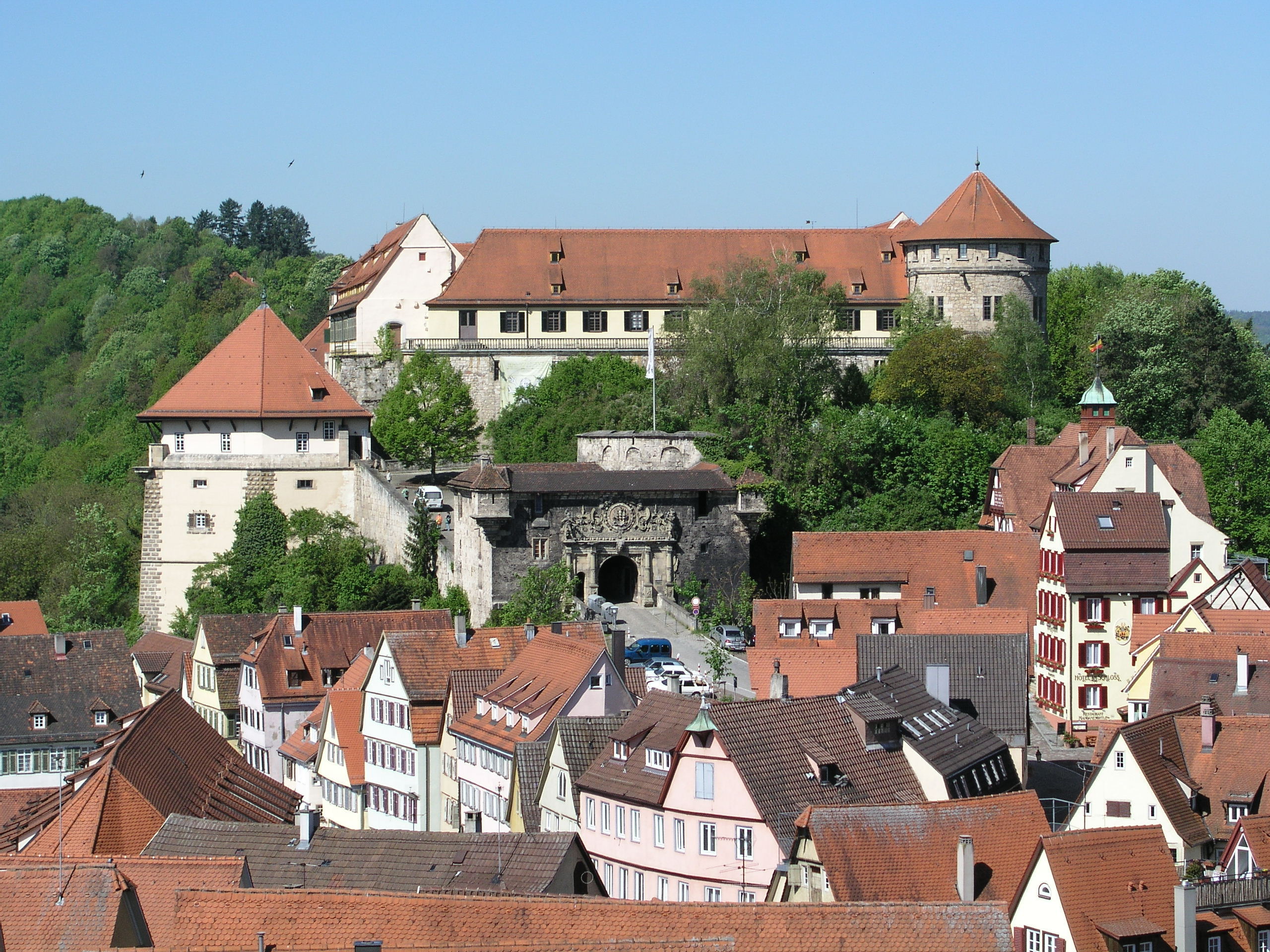
Schloss Hohentübingen

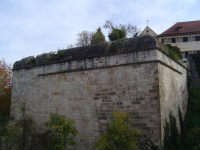
Schänzle

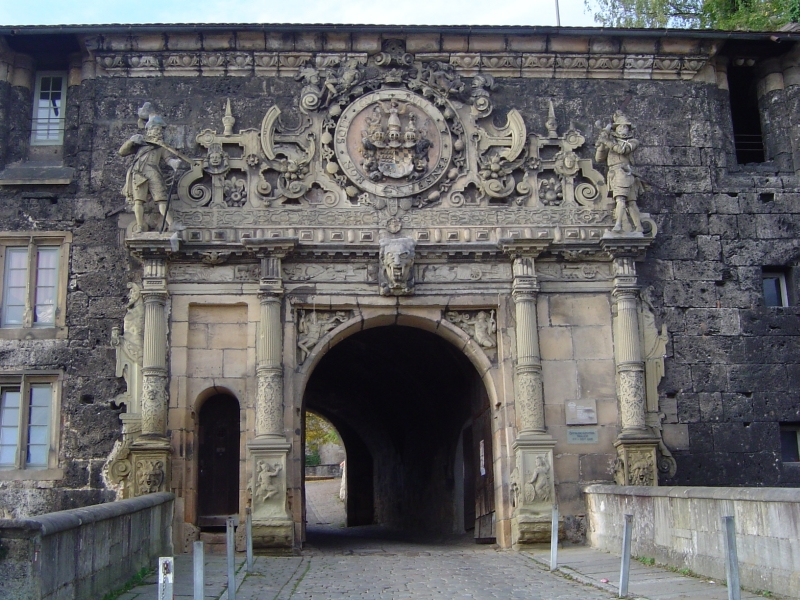
Schlossportal

Die Belagerung von Schloss Hohentübingen war ein bewaffneter Konflikt in der letzten Phase des Dreißigjährigen Kriegs im Jahr 1647. Das evangelisch-lutherische Württemberg wurde zwischen 1635 und 1648 vom Krieg überzogen. Im Verlauf dieses Kriegsabschnittes kämpften die Heere der schwedischen und französischen Königshäuser gegen Truppen des deutschen Kaisers und der Reichsstände.
Im Jahr 1647 hielten bayerische Söldner die Schlossburg Hohentübingen besetzt, während sich eine französische Armee auf dem Vormarsch befand.

## Chronologie
Die folgende Chronologie gibt eine detaillierte Übersicht über die Geschehnisse zwischen dem 4. Januar und dem 8. März 1647.

### Montag, 14. Januar 1647
Die französische Armee unter Turenne rückt von Trochtelfingen kommend auf Tübingen vor.
Bei Derendingen verhalten 800 Reiter und schicken 50 Mann auf dem Fahrweg entlang der Steinlach voraus. Diese Vorhut der Franzosen versucht es im Folgenden mit einer Kriegslist: Während ihr Haupttrupp unter den Linden am Schützenhaus wartet, ziehen sechs Reiter weiter zum Tübinger Neckartor, wobei zwei von ihnen waffenlos und „halben ausgezogen“ auf abgehalfterten Pferden vor den Schlagbaum geführt werden. Von der Stadtwache nach Herkunft und Begehr gefragt, geben sie an, sie seien Soldaten des kaiserlichen Obristen Sporck und brächten diese beiden unterwegs aufgegriffenen Franzosen auf den Hohentübingen, wo man um Einquartierung bitte.
Zunächst glaubt die Wache diesen Angaben, öffnet die Schranke und lässt die Reiter näher an das Stadttor gelangen, dann aber schöpft man Verdacht und macht Meldung beim Kommandanten der bayerischen Schlossbesatzung, Wolf Ulrich von Pürck, welcher sich zu dieser Zeit schon auf dem Weg zum Tor befindet.

Die französischen Reiter kehren „in großem Gelächter“ um, und die gesamte Vorhut zerstreut sich rasch, als vom Hohentübingen aus mit einer Feldschlange auf sie geschossen wird. Noch zwei weitere Male nimmt man die Franzosen „aus einem Eißenen Stuckh“ unter Beschuss, ohne ihnen allerdings Verluste zuzufügen. Turenne selbst macht sich indessen „einen starckhen Doppelhackhen Schuß gegen Tübinger Schloß über“ ein Bild von der Befestigung. Er fordert durch einen Trompeter als Unterhändler, welcher von den Bayern „(nach) militarischem Ritu“ empfangen wird, die Besatzung zur Übergabe auf. Die Antwort des Schlossherren lautet: Man würde Hohentübingen „herzlich gern“ an die Franzosen übergeben („cediren“), wäre aber ohne Wissen, „Will und Meynung“ des Kurfürsten zu Bayern dazu nicht befugt, daher wolle man „alßobalden“ einen Kurier um Weisung abschicken und bis zu dessen Rückkehr dem kurfürstlichen Befehl zum Ausharren „strictissime“ nachkommen.
Kommandant Pürck verbirgt erfolgreich, dass sich zu dieser Zeit auf dem Schloss nur 26 Kriegsknechte befinden, weil der größte Teil der Besatzung, darunter 60 Musketiere, „an andere Orth“ ausgeschickt wurde. Anstatt also die Festung gegen Verstärkungen abzuriegeln, zieht sich Turenne auf Reutlingen und Pfullingen zurück, „alda in dem Nacht Quartier zuverbleiben“.

Etwa eine Stunde nach ihrem Abzug wird den Franzosen eine Abordnung („Commission“) von Stadt und Universität Tübingen nachgesandt. „Joh. Martin Rauscher, Hugo Maurique Ein Mömpelgartischer Studiosus, (…), Und Herr Matheus Krämer Burgermeister“ gelangen in Begleitung besagten französischen Trompeters bis nach Pfullingen und überbringen Turenne folgende Nachricht („Postillion“): Tübingen habe sich gegenüber den Franzosen nie feindlich gezeigt, wolle dies auch in Zukunft nicht tun und man bitte daher, Stadt und Universität „in allen nach mügligkeit gndgst zuverschonen“.

### Dienstag, 16. Januar 1647
Die Abgeordneten aus Tübingen kehren um vier Uhr nachmittags mit dem begehrten Schutzbrief („Salva Quardi“) zurück, welcher sich allerdings nur auf die Universität bezieht.
In den darauffolgenden Wochen sind kaum französische Patrouillen anzutreffen; hernach verbreitet sich in der Stadt schon das Gerede, Turennes Aufforderung zur Übergabe nicht mehr als ein bloßer Versuch („tentement“) gewesen sei.

### Mittwoch, 10. Februar 1647

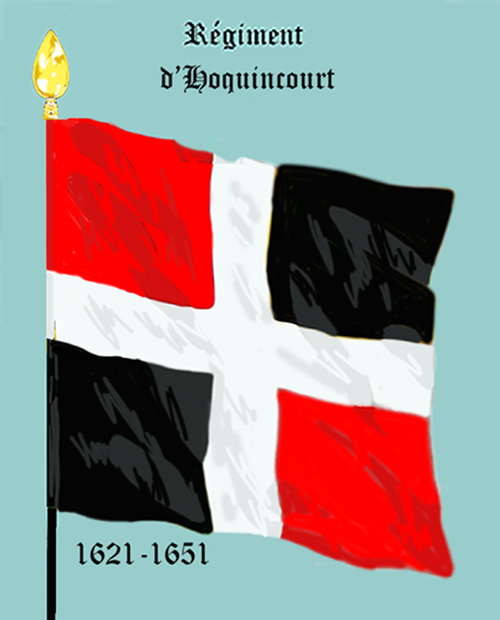
Ordonnanzfahne des königlich französischen Infanterie-Regiments „d’Hoquincourt“.

Gegen zehn Uhr vormittags erscheinen französische Reiter auf den Anhöhen um die Stadt.
An die 200 Mann streifen über den Galgenberg das Burgholz zur Lustnauer Neckarbrücke hinunter und auf der anderen Seite „in die Weinberg im Fehrenberg“, bevor sie nach eineinhalb Stunden wieder abrücken. Erneut schickt man aus Tübingen eine Abordnung unter die weichenden Franzosen und erfährt dabei, dass am nächsten Tag sieben Regimenter „zu Pferdt und Fueß“ unter Lieutenant général d’Hoquincourt („d’occencourt“) vor der Stadt aufmarschieren würden. Der auf seinem Hof in Tübingen weilende Prälat von Bebenhausen schickt noch am gleichen Nachmittag einen Ochsen und ein Kalb „zur VerEhrung“ an die Regimentsoffiziere und erlangt dadurch Sonderschonung („Special Salva Quardi“) der geistlichen Güter und ihrer Besitzer.
Während der Nacht bleibt es weitgehend ruhig; die Franzosen, die in den „Anliegenden Dorffschaften“ wie Dußlingen und Nehren lagern, lassen nur wenige Wachfeuer sehen.

### Donnerstag, 11./21. Februar 1647
Am frühen Morgen, gleich nach dem Aufbruch der Franzosen, kommt es „Wegen Unausgelöschter Wachtfeürer“ zu einem Brand in Nehren, der von „aus Tübingen geloffenen“ Bauern jedoch gelöscht werden kann.

Nach acht Uhr befinden sich Lieutenant général Hoquincourt, Generalmajor du Tod und die Obristen Klug, Schütz, Rauhaupt und R'cancourt mit vier Regimentern zu Pferd und vier weiteren zu Fuß „(darunter doch das Schmidtbergische, und Buwinghaußische, deren Herrn Obriste für dißmalen nicht zugegen gewesen;)“ auf ihrem Weg das Steinlachtal hinab. An Geschützen führen die Franzosen vier Kartaunen mit sich, weiterhin ihre Munitions- und Trosswagen in der „Bagage“.

Die Truppen („Völckher“) bewegen sich an Tübingen vorbei in Richtung von Lustnau, Pfrondorf und dem Bebenhäuser Tal. Zuvor erkundigt („exmaniniert“) ein Unterhändler nochmals eine mögliche kampflose Übergabe von Schloss und Stadt, wird aber von ihrer Verteidigungsbereitschaft überzeugt („Resolvirt“).

Im Weiterziehen der Franzosen gelingt es dann einem bayerischen Offizier, zwei zurückbleibende Trossweiber „deeren Einer der Gurt zerbrochen“ mit ihren Kindern gefangen zu nehmen und drei Pferde zu erbeuten. Die Frauen werden ausgezogen („spoliert“) und mit den Kindern zurückgeschickt.
Derweil sperren Hoquincourts Söldner alle Zufahrtswege hinter sich mit „fassinen“ und flechten Schanzkörbe für den Stellungsbau.
Nachmittags gegen drei Uhr schwärmen die ersten Feinde unmittelbar vor den Tübinger Mauern, „in den fürstl. tummel und die anligende Gärtten“, woraufhin Kommandant Pürck das „Lustnauer, Schmidt und Haagthor“ mit seinen Musketieren besetzt. Der Versuch der Bayern, den Feind mit Gewehrfeuer zurückzutreiben, schlägt fehl und „erbittert Hr. General Lieutenant nur über die Statt“. Aus diesem Grund begeben sich der Fürstlich Württembergische Obervogt von Tübingen, „Herr von Croneckh“, und andere Repräsentanten von Stadtrat und Universität auf das Schloss. Sie versichern Pürck, die Franzosen seien schon dabei, ihre Geschütze aufzufahren, um „die Stattmauern zu brechen und die Stürmende hand walten zu laßen“. Die Vertreter der Zivilbevölkerung weisen den „Commendanten“ darauf hin, dass die Stadt unmöglich zu verteidigen („defendirn“) sei. Sie bitten Pürck, ihnen die Schlüssel zu den Stadttoren auszuhändigen, seine Männer auf die Festung zurückzuziehen („salviren“) und die Zugbrücke einzuholen.
Pürck gibt bei und nachdem sich die Bayern zurückgezogen haben, werden die Schlüssel zu den Tübinger Toren dem französischen Befehlshaber überbracht. Hoquincourt, nun Herr der Stadt, lässt zunächst das Lustnauer Tor durch 40 Musketiere besetzen und verpflichtet noch an diesem Tag eine Anzahl von Bauern zur Zwangsarbeit.
In der Nacht noch gelangen die französischen Kanonen über den Stadtzwinger nach dem Haagtor und weiter zu der dort liegenden Mühle.

### Freitag, 12./22. Februar 1647
Hinter o. a. Mühle werfen die Bauern in der Nacht zum 13. unter scharfer Aufsicht („in streichen streng“) eine Schanze für die „Batterie“ der Franzosen auf. Einer der Zwangsarbeiter wird „von dem Schloß herabgeschoßen“, ein anderer von einem französischen Offizier („CapiteinLieutenant“) verprügelt, „Als er nur ein wenig ruhen wollte“.

### Samstag, 13./23. Februar 1647
Bis drei Uhr nachmittags haben die französischen Geschütz-Unteroffiziere („Constabler“) ihre Stellung bezogen. Die Belagerung („blocquada“) von Hohentübingen beginnt.
Zunächst können die Franzosen eine „Preß“ in die Zwingermauer schießen, ohne allerdings weiter voranzukommen. Die Mauer, „obzwar (…) zimblich dünn und bald durchbrochen geweßen“, wurde zuvor von der Besatzung bis auf halbe Höhe „mit einem Füllwerckh Von Fassinen und Grund“ versehen.
Die Schlossbesatzung erwidert die Kanonade und zerstört ein gegnerisches „Stuckh“, bald darauf fällt unten an der Mühle noch ein weiteres französisches Geschütz aus.
An diesem Tag werden 33 Kanonenkugeln auf den Hohentübingen abgefeuert, wobei jedoch wenig Schaden entsteht; nur ein Schildhaus mitsamt Wachglocke wird „weckgeschossen“.
Als es dunkelt, beginnen die Franzosen damit, unweit ihrer Geschützstellung einen Laufgraben auszuheben und sich dem Schlossberg zu nähern („Aprochiren“). Aus Furcht vor Gewehrfeuer und Granaten legen Hoquincourts Männer den Graben jedoch hastig und zu flach („seych“) an. Nachdem die Kriegsknechte der Schlossbesatzung „nach Auswerffung etl. brennender Bechfäßlen“ im Feuerschein erkannt haben, dass die gegnerische „Brustwehr“ nur geringen Schutz bietet, pirscht sich ein bayerischer „FeldtWaibel mit etl. Musquetirern“ in die am Schlossberg vorgelagerten „Pallisaden“ und nimmt von einem „Rundeel“ aus den Feind unter Beschuss. Die Franzosen erleiden schwere Verluste: „über die 30 Mann für dißmahlen erschoßen und gequetscht.“

### Sonntag, 14. Februar 1647
Die zuvor angefangene Bresche im Burgzwinger wird durch gelegentliches Geschützfeuer erweitert und vertieft. Am Nachmittag erhalten die Franzosen Verstärkung: 500 Reiter und drei Kompanien Fußvolk nebst zwei Halbkartaunen rücken von „Jeßingen“ an. Die Kanonen werden am Lustnauer Tor abgeprotzt, die Schützen in die Stadt verlegt, und die übrigen Soldaten auf die umliegenden Ortschaften verteilt.
Diesmal ist es ein „Trommenschlager“ („Tambour“), den der französische Befehlshaber als Unterhändler schickt, um den bayerischen Kommandanten zu fragen „weßen er gesinnet“. Pürck antwortet vollmundig: Vom Ergeben wolle man nichts wissen, die Besatzung sei entschlossen, zu leben und zu sterben „wie es rechtschaffenen Soldaten gebühre“. Die kommende Nacht über wird das Schloss von außerhalb der Stadt mit Kanonen beschossen; weiterhin kommt es zu einem heftigen Feuergefecht („ein abscheüliches Schießen“) zwischen den in die Häuser der Neckarhalde abkommandierten französischen Musketieren und den bayerischen Schützen auf der Burg. Einem anführenden Offizier („General Adjutant“) der Franzosen wird eine „Vergifften Kugel gefährlich durch die Hand geschoßen“.

### Montag, 15. Februar 1647

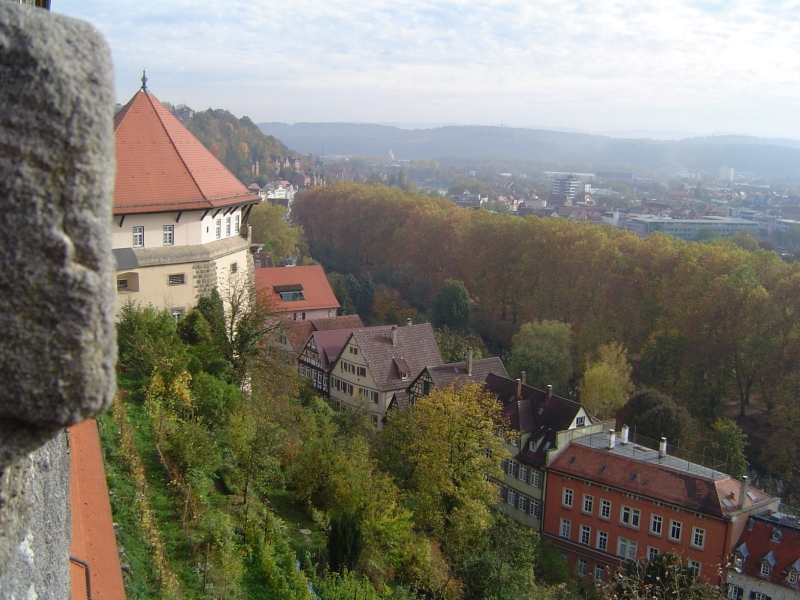
Burgweingarten

An diesem Morgen ist überall in der Stadt zu hören, dass es in der Nacht einen neuerlichen Ausfall vom Schloss auf den Laufgraben gegeben habe, und dabei 34 französische Söldner „zu Schanden gemacht“ wurden. Später bewahrheitet („verfificirt“) sich das Gerücht, als sich viele Verwundete bei den „feldtschärern“ einfinden, „etl. aber der Erden heimbgegeben worden.“
Man erfährt dann, das französische Mineure im Weingarten (s. Abbildung) zwischen Neckarhalde und Burg ein großes Loch „in ein Mäürlin“ gebrochen haben und „den Ganzen Tag über den Grund mit Schauflen herausgeworfen“. Die hier begonnene Mine der Franzosen zielt auf die beiden voreinander gelagerten südöstlichen Rundtürme des Hohentübingen.

Als die Schlossbesatzung diese neue Bedrohung gewahrt, werden Granaten und große Steine in die Halde geschleudert. Bayerische Posten halten „vleißige wacht“ und schießen – „so man Jemanden (…) verspirt“ – aus Arkebusen und Musketen.
Auch befiehlt Pürck, von den Untergeschossen der beiden gefährdeten Türme aus Gegenminen anzulegen.
Mit Anbruch der Dunkelheit schleichen bayerische Kriegsknechte „in den Rundeelen und Pastionen hin und her“ und werden von den Franzosen unter Beschuss genommen. Aus dem Schloss antwortet man mit einer Kanone und „Doppelhackhen“. Den im Laufgraben liegenden Franzosen sollen in dieser Nacht über 100 Granaten entgegengeschleudert worden sein, folglich kommt es zu Verlusten unter ihnen.

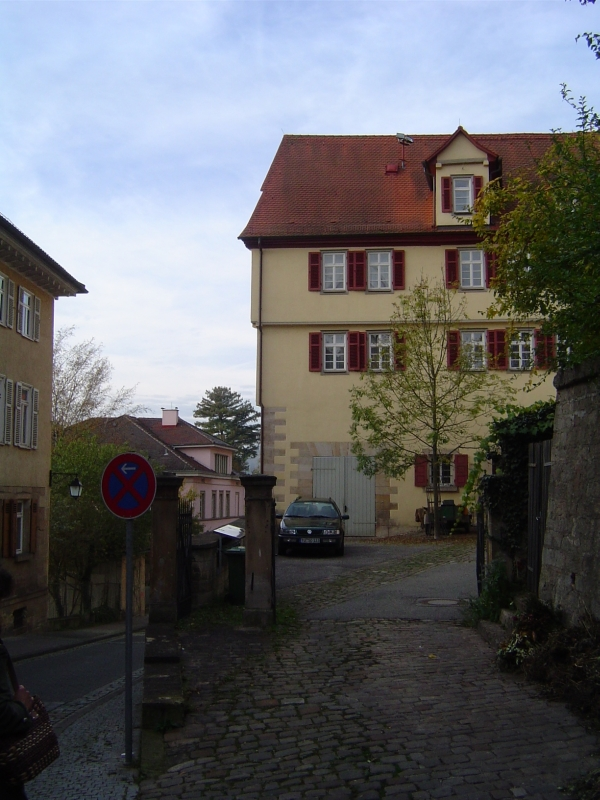
Münze unterhalb des Schlosses

Während die französischen Söldner solcherart abgelenkt sind, seilen sich „um halb 12. Uhr“ drei „Verwegene Kerls“ aus den Schlossfenstern zur Neckarhalde hinab und gelangen über eine Weinbergsteige („Stäffelin“) zur ehemaligen Tübinger Münze wo sie zunächst versuchen, das Gebäude durch mitgebrachte Brandsätze („feurwerckh“) zu entzünden. Wohl aus Mangel an geeignetem Material „so gern gebronnen hette“ kommt das Feuer in der „Müntz“ jedoch nicht recht in Gang, während man von französischer Seite schon auf die Brandstifter aufmerksam wird. Als diese sich dann dem gegnerischen Stollen nähern, werden sie mit „Plötzlichen Schüeßen (ehe Sie zu der Mina Eingang kommen) empfangen“. Knapp entgehen die drei den Kugeln, stürmen die Staffel hinauf zu ihren Seilen und werden eiligst, „gleichsam ob Sie Flügel bekommen“, wieder ins Schloss emporgezogen. Beide Berichte belassen die Tapferen unversehrt.
Nach diesem missglückten Anschlag werfen bayerische Kriegsknechte brennende Pechfässer in den Weingarten oberhalb der Neckarhalde und zwei Granaten „in Hrn. Neüffers hauß, und die frst. Wttbg. Münz“, wobei unter anderem die „treffl. Bibliothek“ des Dr. Lansius in Gefahr gerät.

### Dienstag, 16. Februar 1647
Französische „Cavallerie“, bisher in Lustnau, Pfrondorf und Bebenhausen stationiert, überquert an diesem Tag den Neckar und zieht auf Derendingen, Weilheim („Weyl“), Kilchberg („Kilperg“) sowie „Rothtenburg“. Rottenburg allein muss zwei volle Regimenter aufnehmen und zwar aufgrund eines Vorfalls, der sich dort schon „3. Nacht hierVor“ abgespielt hat: Die Bürger des „Stätlin“, obgleich mit einem Schutzbrief der Franzosen und einer kleinen Besatzung von „6. Lebendige franz. Reütter“ versehen, haben heimlich fast 80 bayerische Musketiere in ihre Mauern geholt, „Willens, selbige durch Verborgenen Paß in das Schloß hohen Tübingen zu bringen“. Ein Bürger Rottenburgs führt die bayerische Verstärkung schon in Richtung von Unterjesingen („Jeßing“), als der Plan durch die plötzliche Attacke „einer franz. Parthey“ scheitert. Wer von den Bayern nicht fliehen kann, wird niedergemacht, „der Führer aber als Hochmeritirter Crucis Candidatus seiner erhöhung vorbehalten“.

Inzwischen gehen in Tübingen die Feuergefechte zwischen Belagerern und Belagerten weiter. Ein erst kurz zuvor angekommener französischer Offizier („General Adjutant“), der im Auftrag des Turenne die Geschützbatterie und den Laufgraben inspiziert, wird „auf dem Ruckhweeg mit einer Trahtkugel erschoßen. Die nacht hindurch, hat mit Schießen kein Theil dem andern waß bevor geben wollen.“

### Mittwoch, 17. Februar 1647
Auch heute werfen die „Schloßbeschüzere“ wieder Handgranaten und „Bechring“ in die Neckarhalde hinab. Ein Brandsatz gelangt durch die oberste Ladentür auf den Dachboden „eines Büxenschiffters Behaußung in der Neccarhalde“, entzündet dort herumliegende Hobelspäne und verursacht „nachMittag umb halb 2. Uhren ein Gefährliche und erbärmliche Brunst“. Herbeieilende Bürger und Bauern werden vom Schloss aus „mit graußamem Schießen und herabwerfung 6. Biß 8. Pfündiger Steinen“ am Löschen gehindert. Unverdrossen jedoch kämpfen die Bürgerwehren und die Menge der „in Tübing geflohene AmtsBaurschaft“ gegen „dreyen Feind, feyer, Schießen und werfen“. Gegen 11 Uhr nachts gelingt es ihnen, den Brand einzudämmen.
Zwei Stunden später begeben sich drei französische Söldner zur Brandstätte, um sich für ihr Wachfeuer „bey des frstl. Stipendij hinderer Gangthüren“ etwas Brennholz zu besorgen. Eine brennend vom Schloss „ausgehenckthe BechPfanne“ und ihr eigenes Weglicht machen die Franzosen zum leichten Ziel für die bayerischen Schützen und sie tragen statt des Holzes einen Verletzten davon.

### Donnerstag, 18. Februar 1647
Der zwei Tage zuvor bei der Haagtormühle erschossene „General Adjutant“ wird zu Grab getragen, bei zweimaligem Glockengeläut. Die „Leüchen-Procession“ ist allerdings kläglich, da „die auf dem Schloß“ ihr freies Schussfeld („flanckh“) auf den Kirchhof nutzen, um dem Trauerzug mit Gewehrfeuer zu begleiten. Indessen sind die Franzosen mit ihrem Laufgraben bis an die Schloss-Palisaden gelangt.

### Freitag, 19. Februar und Samstag, 20. Februar 1647
„ist nichts sonderlichs verrichtet worden.“

### Sonntag, 21. Februar 1647
Die Söldner des katholischen Kurfürsten von Bayern feiern „Faßnacht“, mit „Jauchzen, Trommen und Pfeiffen“ – und unter einmaligem Abfeuern eines Mörsers. Die 60-pfündige Steinkugel verfehlt das Tübinger Rathaus nur knapp. Ansonsten wird an diesem Tag vom Schloss kaum geschossen, „vieleichten weil die getrunckhene Augen kein Feind mehr ersehen können.“

### Montag, 22. Februar 1647
Heute dagegen nimmt die Schlossbesatzung aufs Korn, was sich blicken lässt. Etliche Tübinger Bürger sterben durch Kugeln, darunter „ein Beckh, so nur zum Fenster hinausgeschauet“ und eine „allte“ Frau von 50 Jahren, während sie hinter ihrem Ofen sitzt.
Andere Bürger und „auch Bauersleüth“ werden angeschossen und weil die bayerischen Schützen immer wieder „gemeiniglich“ präparierte Munition verwenden, führen schon Streifschüsse zu schweren Verletzungen.

### Dienstag, 23. Februar 1647
Ein Spion wird von den Männern Hoquincourts festgenommen, ein „Papistischer BierbrauersKnecht“, der alles, was er an Gerüchten über die Franzosen „aufgefischt“ oder selbst vernommen hat, den Belagerten zugetragen haben soll. Er wird „bey der Brodtlauben  mit 2 Corporal-schafften“ zur Strafe aufrecht an einen Balken geschnürt.
Den ganzen Tag über sammeln französischen Söldner „viel lange laitern“ ein und schneiden diese auf 10 oder 11 Sprossen zurecht. Als die Anzahl nicht ausreicht, müssen die „Wägner“ der Stadt noch weitere anfertigen. Schließlich versehen Schmiede die Enden aller Leiterholme mit eisernen „Spizen“.
Vom Nachmittag an „Biß in die finstere Nacht hinein banquetiert“ Hoquincourt mit seinen Offizieren im Tübinger Rathaus. Man macht es sich „gar lustig“ und die Trompeten und „heerPauckhen“ sind sicher auch auf dem Schloss zu vernehmen, dennoch wird diese Feier nicht durch Steinschläge oder Brandbomben („feüerkugeln“) gestört.

### Mittwoch, 24. Februar 1647
An diesem Tag schießt die Schlossbesatzung wieder unterschiedslos auf Zivilisten wie auf feindliche Soldaten. Einem Bauern aus Ofterdingen wird das Schienbein zerschmettert, ein anderer aus Pfrondorf, „so sein Rößlin ob dem Spithal-Brunnen getränckht, zu dem linken Ohr hinein erschoßen.“

### Freitag, 26. Februar 1647
Vom „15ten biß auf heütigen 26ten“ haben die Franzosen das Schloss kaum noch mit Kanonenfeuer belegt. Nur die in die Neckarhalde „Commendirte Musquetirer“ verwehren den Bayern „das flanckhiren um etwas“.
Nach dem Bericht Schweigkels haben sich die bayerischen Mineure bis (spätestens) zu diesem Zeitpunkt mit ihren Gegenminen „zwei Pickhen tief“ unter den Fundamenten der bedrohten Türme hindurchgegraben. Im Verlauf ihrer Arbeit kommen sich die Gegner unter der Erde so nahe, dass sie miteinander reden können, daraufhin ändern die Franzosen die Richtung ihres Stollens, „wohin aber,“ so Schweigkel für die Schlossbesatzung, „wir nit haben wissen noch erfahren köhnden.“

### Samstag, 27. Februar 1647
Etliche Bauern werden zum Neckartor hinaus auf die „Gännswaaßen“ geführt, wo sie den ganzen Tag über „Waßen ausgehauen, um die Mina damit zu verstoppen;“ andere Bauern müssen Schanzkörbe flechten und sie zur Neckarbrücke „walzen“.
Nachmittags dann künden dicke Rauchwolken von einem Feuer in Dußlingen. Die „selbiges fleckhen Baurschaft“ wird zur Brandbekämpfung ausgeschickt, bis sie das Dorf aber erreicht, „seind schon in die 15 Vörst in der Aschen gelegen“. Die betreffenden Bauern sagen nach ihrer Rückkehr aus, dass die in Dußlingen von den Franzosen unterhaltenen Wachfeuer „fleißig ausgelöscht worden (seyen)“. Auch wäre der Brand an unterschiedlichen Stellen im Dorf ausgebrochen, und zwar nur solchen, wo es gar keine französischen Wachfeuer gegeben hätte. Ihre Mutmaßung geht daher auf Brandstiftung „(wie doch auch etliche Solldaten vermeint)“.

### Sonntag, 28. Februar 1647
Die „aus gegrabene Wääsen“ werden zwischen der Ringmauer und den Häusern der Neckarhalde hindurch in die Nähe der Mine „geführet“ und im Schutz der Dunkelheit dann vollends zur Mine geschafft. Nachdem dies von den Bayern bald bemerkt wird, kommt es zu einem heftigen Schusswechsel; „unter welchem 4 franz. Musquetirer gar übel gequetscht worden sein.“

### Montag, 1. März 1647
Bei der Brandstätte vom Mittwoch, dem 17. Februar, werfen die Franzosen in der Nacht eine kleine Schanze („Schänzlin“) auf. Nachgehend wird die Befestigung „mit überzwerch legenden Brettern“ abgesichert. So entsteht ein gedeckter Gang zum Weingarten hin, der die Mine besser erreichbar macht.

Bei all diesen Arbeiten wird „ab dem Schloß Niemand hefftiger zugesezt“; es scheint so, als ob die Besatzung mittlerweile eingesehen hat, dass sie gegen die feindliche Mine machtlos ist.

### Dienstag, 2. März 1647
Vor einem Haus in der Neckarhalde laden die Franzosen 31 Pulverfässer „(ungleiches Inhallts)“ von einem Munitionswagen ab. Bei Dunkelheit bringt man die Fässer in die Mine, „und (vermacht) solche nachgehends“. Es geschieht nichts, was darauf hindeutet, dass die Besatzung des Hohentübingen auf diese Vorgänge aufmerksam wird. Noch in derselben Nacht verlegt Hoquincourt die übriggebliebenen zwei Kanonen von der Haagtormühle zum Lustauer Tor, von wo aus sie mit den beiden am Sonntag, dem 14. Februar, angekommenen Halbkartaunen über die Neckarbrücke und hinaus „auf den großen Weerth“ (Wöhrd) geführt werden.
Dort, „nicht weit von der ordinari Fahrstraß“, schanzen in nur zwei Stunden zwangsverpflichtete Bauern eine „ordentliche“ Batterie. Auch diese Arbeiten verursachen einiges an Aufruhr („ein zimmbliches geräusch“) und werden dennoch von Seiten der Bayern in keiner Weise behindert.

### Mittwoch, 3./13. März 1647
Die neue Batterie wünscht dem Hohentübingen an diesem Vormittag erstmals einen „guten Tag“.

Um halb zwei dann schickt Hoquincourt einen „Trommenschläger“ zu Verhandlungen auf den Hohentübingen, „der hat Bayr. Commendanten ungefahr angezaigt:“ Pürck habe alle bisherigen Aufforderungen zur Übergabe verächtlich abgetan, da sei nun im Ernst verfahren und eine Mine fertiggestellt worden. Im Sinne löblichen Kriegsrechtes und der „Discretion der Hrn. Officieren“ entsprechend wolle man zu bedenken geben, dass „es gewißlich einen wunderselzamen LufftSprung abgeben möchte“, wenn diese gezündet würde.
Weiterhin möchte Hoquincourt der Schlossbesatzung die Besichtigung der fertigen Mine durch Stellung französischer Geiseln ermöglichen. Danach, so der Bote, stehe es den Bayern frei, sich zu wehren „oder zue accordirn“. Pürck nimmt das Angebot an und tauscht einen seiner „Lieutenanden (der sich in der Belägerung ruhmblich gehalten)“ samt Unteroffizier und Trommenschläger gegen den französischen „Capitain Lieuten.“ Höle sowie einen Corporal und einen Tambour der Franzosen aus.
Der Obrist Klug führt den bayerischen Offizier in die Mine. Er zeigt ihm jedoch nicht die mit Pulver gefüllte Sprengkammer, so dass Pürcks Leutnant äußert, er könne freilich nicht berichten, eine Mine gesehen zu haben, „sondern nur ein loch“. Auf den Einwand des „Obrister Klueg“, die Mine sei bereits „bedeckt“ (verschlossen), erwidert der Bayer: „Er kenne nicht glauben, dz er in einer Mina geweßen, wiße jezund nicht, ob Pullver od was anders hierinn; seye dem aber wie Ihm wolle, hab es gute Wege, dieße Mina thue Ihnen auf dem Schloß gar kein Schaden (…).“ Auch eine nachfolgende längere Verhandlung bringt den bayerischen Unterhändler nicht von seiner Meinung ab; anscheinend hat die Schlossbesatzung schon vor der Entsendung ihres Volontärs den Beschluss gefasst, auszuharren und Widerstand zu leisten, obwohl sie sehr wohl um die Lage weiß, in welcher sie sich befindet.

Die französischen Geiseln, die sich unterdessen auf der Schlossbrücke aufgehalten haben, „um Alldorten das Steinwerckh und den Graben etwass nähers zubesehen“ werden abberufen und Pürcks Unterhändler wieder ins Schloss eingelassen. Mit „Jauchzen und Schreyen“ beziehen die bayerischen Kriegsknechte „ins Gesamt“ ihre Posten „(…): nun wollen Sie sich wehren, bis auff den lezten Blutstropffen.“
Um ihren Beschluss zu unterstreichen, werfen die Bayern sofort zwei große „feurpommen“ bzw. „FeürBallen“ in die Stadt hinunter. Eine davon zerspringt noch in der Luft, die andere aber trifft „Hß. Wendel Müllers Hauß hinter der Cronen stehend“, durchschlägt zwei Böden, fällt in eine Bettstatt und erstickt dort. Glostende Bretter werden von herbeigelaufenen Bürgern aus den Fenstern geworfen und auf der Gasse gelöscht, trotzdem entsteht ein Schaden von 100 Gulden an „leinwath, bethern und andren in einer Cammer befundenen Mobilien“.
Weitere Sprengsätze werden vom Schloss hinab in den Tübinger Brühl geschleudert, dort „hat man gleichergestallten, die eingeworfene Granaten gnug zu demmen gehabt“. Auch wird erneut eine steinerne Mörserkugel auf das Rathaus abgefeuert, welche allerdings nicht viel ausrichtet.
Die Nacht hindurch bleibt es ruhig; die Franzosen rüsten zum Sturm.

### Donnerstag, 4./14. März 1647
Früh am Morgen werden die Sturmleitern in die Neckarhalde gebracht. Gegen 6 Uhr besichtigen Hoquincourt und seine Offiziere den beabsichtigten Angriffsort, dann bezieht eine starke französische Sturmkompanie ihre Stellungen im Burg-Weingarten. Die Söldner sind mit „Bickelhauben“, „Eyßerne Gablen“, „RinnSpießlen“, „Parthisanen“, „kurze Gewehr“ und Musketen bewaffnet.
Hoquincourt reitet zu den Linden am „Schießhauß“, von wo aus er Sprengung und Sturm beobachten will. Als Zeichen zum Zünden der Mine lässt er zwei Kanonen abfeuern, daraufhin sieht man den Rauch des abbrennenden Zündpulvers. Nachdem sich der Qualm etwas verzogen hat, ist weder Feuer noch „dampff, noch über sich fliegen  erfolgen sehen“, was die Zuschauer nicht wenig verwundert. Der französischen Oberbefehlshaber holt „eylends“ den Bericht seines „Mina Meister“ ein, welcher die offensichtliche Fehlzündung damit entschuldigt, das die Zündrinne zur Mine nicht sauber abgedeckt gewesen sei und durch Steinwürfe vom Schloss herab in Mitleidenschaft gezogen wurde. Hoquincourt springt auf sein Pferd und jagt „in vollem Calopp“ in die Stadt. In der Neckarhalde angekommen, befiehlt er, die Zündkanäle außer Acht zu lassen und die Mine mit Lunten zu entzünden, was ein „Bergknappe“ übernimmt, der unter Lebensgefahr über den ungeschützten Weingarten zur Mine läuft. Während dann die Lunte allmählich abbrennt, begibt sich der französische Befehlshaber wieder an seinen vorherigen Platz jenseits des Neckars, wo er „ganz sehnend“ die Sprengung erwartet. Gegen 8 Uhr 30 explodiert die Mine.
Das Mauerwerk zerbirst in Rauch und Feuer, Gesteinstrümmer stürzen den Weinberg hinab. Es ist der hintere der beiden voreinander gelagerten Türme, „so in dem fundament 25 schuch  dickh, undt derentwillen von der Erden über 1½ Elen hoch nit aufgehebt“, welcher in die Neckarhalde – vor allem auf das Haus des Dr. Lansius – stürzt, während der niedrigere Schieferturm schwer beschädigt wird. Über den Schutt hinweg entsteht eine große Bresche; hier und bei der ehemaligen Münzstätte „(wo es ein Maur biß an das Schloß)“ beginnt der Sturm der Franzosen auf den Hohentübingen.
Während der Explosion der Mine trägt sich eine Episode zu, von der sowohl die Relation als auch der Bericht des Kriegskommissars vermeinen, sie komme einem „halb Wunder“ oder zumindest einer Denkwürdigkeit gleich: Ein bayerischer Kriegsknecht aus dem Regiment des Feldzeugmeisters Rupert nämlich hält sich „mitt seinem weib“ (nach Aussage der Relation ist es die Frau eines „Cameraden“) im Turm auf, wo sie gemütlich beim Frühstück sitzen. Beide werden bei der Sprengung in die Luft geschleudert und verschüttet, der Söldner nicht weit vom Turm selbst, die Frau „gar nahe der Müntz“. Entgegen jeder Wahrscheinlichkeit erleiden sie keine tödlichen, ja, nicht einmal ernsthafte Verletzungen. Nachdem der Mann sich unter den Trümmern hervorgearbeitet hat und „in das Schloß hienein schlupffen wollen“, wird ihm von seinen Spießgesellen, welche ihn für einen Feind halten, eine Handgranate „graußamlich für den Kopff geworffen“ – die jedoch nicht explodiert. Er kann sich zu erkennen geben und wird schnellstens an Seilen in die Burg hinaufgezogen. Die Frau dagegen nehmen die Franzosen zunächst gefangen, „weil sie sich wegen verstürzter Sinnen, nicht sobald retiriren mögen“, lassen sie aber kurz darauf wieder frei („ledig“). Sie kann auf den Hohentübingen zurückkehren, wo die beiden Glücklichen „allein klagen, daß Ihnen die glieder nur aus forcht und schreckhen zerschlagen seien.“
Unterdessen dauert der Sturm an; von zwei Seiten laufen die französischen Söldner auf die Bresche zu und klettern über den Schutthaufen, obwohl sie Verluste durch Steinwürfe erleiden. Mit Gewehren und Handgranaten versuchen sie, einen Durchbruch zu erzwingen. Dabei entdecken sie auch drei durch die Mine freigelegte ehemalige Turmeingänge, die jedoch schon tags zuvor von der Schlossbesatzung verschlossen, verbarrikadiert und „(als die auf der Rechten hand) mit überzwerchen felbenbäumen solcher gestallten verspeidelt“ wurden. Gleichzeitig feuert die französische Batterie „unaussetzlich“ auf das Schloss, um die Bayern aus ihren Abwehrstellungen zu vertreiben. „Mit nicht geringer Tapferkeit“ wehrt sich die Besatzung und es gelingt ihr sogar, die Bresche notdürftig zu verschließen, woraufhin diese alsbald von den französischen Geschützmeistern unter Beschuss genommen wird. Dabei bekommt auch die unmittelbar benachbarte Schlosskapelle schwere Treffer ab; schlecht für Pürcks Männer, weil dort ein großer Teil ihres Proviants an Mehl und Hafer lagert. Nachdem die Sturmkompanie der Franzosen zurückweichen muss und auch das Geschützfeuer „wegen dückhe der Mauren, und des andern runden Thurns“ „(daran Sie eine Preß zu machen vermeint) mit Steinen ausgefüllten Gewölbs“ keine Wirkung zeigt, endet der Angriff gegen elf Uhr für beide Seiten verlustreich. Die Kapelle ist schwer beschädigt und der Kriegskommissar berichtet, dass sie um ein Haar gleichfalls in den Weinberg gestürzt wäre, was, so Schweigkel „dem Gegentheil (= Feind; Anm. des Bearbeiters) zum besten khommen: und zue ansetzung eines anderen sturmbs ein mueth gewest were, deme wir nuhn nimmermehr, wie anfangs in dem ersten beschehen, (.darin sich officir undt Soldaten wol gehalten.) …, wurden haben begegnen köhnden.“
Endlich schweigen die Waffen. Französische Kavallerie, die sich auf den Derendinger Feldern für zwei Stunden in Bereitschaft gehalten hat, kehrt in ihre besetzten „Dorffschafften“ zurück.

Gegen halb Zwölf beginnt man zu „parlieren“. Hoquincourt verlangt die sofortige Übergabe, doch die Besatzung mag sich nicht entschließen. Zunächst vereinbart man einen zweitägigen Waffenstillstand, um Tote und Verwundete zu bergen, „darauf beede Theil geruhet.“
Zumindest die Franzosen ruhen jedoch nicht lange: Unverzüglich beginnen sie mit der Anlage einer weiteren Mine. Das soll auf dem Schloss nicht verborgen bleiben und an diesem Abend sehen sich Hauptmann Pürck und der Kriegskommissar genötigt, die Posten abgehen, um die Moral ihrer verängstigten Männer zu heben und ihnen Mut zuzusprechen: „wir zweiflen nit, es werde ein jeder, wie man allezeit verspirt, seinen valors (Wert) ferner erweisen, undt seinem gnedigsten Veldtherren, deme er geschworen, getreu verbleiben, welches Herr Hauptmann undt andere officieri auch thun werden“.
Falls die Söldner auf der Burg mitbekommen hätten, was bald darauf im französischen Lager vorgeht, sie würden den schönen Reden ihrer Anführer vielleicht sogar Glauben geschenkt haben. Ein Bote von Turenne nämlich trifft des nächtens bei Hoquincourt ein, mit einem Befehl des Feldmarschalls, die Belagerung – so noch nicht beendet – unverzüglich abzubrechen und sich dem Feind entgegenzustellen, der mit 300 Mann bei Schorndorf gesichtet wurde. Hoquincourt handelt entschieden eigenmächtig. Er „pariert“ die Anweisung seines Vorgesetzten „ohne zweiffel“ mit der Rückmeldung über ein Schreiben „von Hr. Crotio, Commendanten zu Schorndorff“, welches wenige Stunden vor der Botschaft Turennes bei ihm eingetroffen sei, und auf Grund dessen „man nicht verspühret hette, daß Bayr. etwas nähers zu dem Pult zu trettem begehret“.
Die Belagerung wird demnach nicht aufgehoben.

### Freitag, 5./15. März 1647
In der Frühe dieses Tages tritt eine Abordnung von bayerischen Unteroffizieren vor ihre Befehlshaber. Ihre Rede lautet, sie wüssten sich ihrer Pflicht wohl zu erinnern, seien auch durchaus gewillt, ihren Teil weiterhin zu erfüllen … man müsse aber doch sehen, in welchem Zustand sich die Schlosskapelle befinde, ein paar Treffer nur, und sie würde zusammenfallen … dann würde wieder gestürmt werden … was sie nur tun sollten, sie stünden mit bloßen Händen da und könnten keinen weiteren Sturm abschlagen … und wenn der Feind mit Gewalt hereinkäme, dann gäbe es ganz sicher keine Schonung („quartier“) für die Mannschaften … dann würden sie alle draufgehen … es sei daher ihrer aller Meinung, dass man zu vorzeigbaren („reputirlichen“) Bedingungen die Übergabe anbieten solle – wenn allerdings der Feind sich nicht auf solche Bedingungen einlassen wolle, so erböten sie sich, bis zum letzten Blutstropfen zu kämpfen.
Pürck und seine Offiziere zeigen sich von dem Vortrag beeindruckt. Sie überlegen und beraten und stellen fest, dass ihnen ihre Lage ziemlich hoffnungslos erscheint.
Mutlos, erschöpft und schlecht bewaffnet, fürchten die gemeinen Soldaten vor allem den nächsten Sturmangriff – ihre Anführer haben mehr zu bedenken. Sie sind laut Schweigkel auch davon überzeugt, dass mit Hilfe von außen nicht mehr zu rechnen ist, denn auf ihr Schreiben vom 22.(12.) Februar haben sie keine Antwort erhalten, und weitere Botschaften abzuschicken war unmöglich. Außerdem arbeitet der Feind wie besessen an seiner neuen Mine.

Man beschließt auf bayerischer Seite, den Beschluss zunächst aufzuschieben, bis ein Angebot der Franzosen für die Übergabe des Hohentübingen eingeholt wurde.

Ein Trommler wird zu Hoquincourt geschickt und kehrt umgehend mit dessen Aufforderung zurück, doch erst einmal die eigenen Bedingungen schriftlich festzuhalten, vorzulegen und eine Antwort abzuwarten.

Schweigkel erläutert im Folgenden die Punkte, bei deren Erfüllung die Besatzung zur Übergabe des Schlosses bereit ist:
- die gesamte Garnison des Hohentübingen mitsamt ihrem Anhang erhält freien Abzug, auch diejenigen Söldner, welche zuvor beim Gegner gedient haben
- Geschütze, Waffen, Munition und Proviant dürfen mitgenommen werden, auch die zugehörigen Gespanne des Trosses sowie zwei von Pürck in Verwahrung gehaltene Heerespauken
- Übergabe und Abzug erfolgen mit allen militärischen Ehren

Für die französische Seite verhandelt der bekannte Oberst Klug. Von Hoquincourt „uff parole“ auf den Hohentübingen geschickt, spricht er mit Pürck vor dem äußeren Schlosstor. Auf Anweisung seines Vorgesetzten verweigert Klug die Mitnahme der Geschütze, mit der Begründung, der Hohentübingen sei keine Festung („realvöstung“), sondern nur ein fürstliches Lusthaus. Auch bei Gravelingen und Dünkirchen hätte man nur die Mitnahme zweier Geschütze gestattet, obwohl diese Plätze ganz anders befestigt wären „alls hohen Tübingen“. Außerdem sei es allgemein Brauch, dass gefangene oder fahnenflüchtige Kriegsknechte bei einer Übergabe wieder in den Sold ihres alten Dienstherren zurückkehrten, auch unter Zwang. Die übrigen Punkte wolle der Herr Generalleutnant bewilligen, doch müsse Pürckh, sobald er den Accord unterschrieben in Händen halte, sogleich seine äußeren Posten abziehen.
Dies geschieht noch am gleichen Abend, mit Inkrafttreten der Übergabe. Der Abzug wird der Bayern auf den 7./17. März festgelegt.

### Samstag, 6./16. März 1647
Ab 9 Uhr vormittags wird die Wöhrd-Batterie der Franzosen aufgehoben. Das „grobe Geschütz“ hievt man mit Stellböcken und Hebezügen von den Lafetten auf die Blockwägen, dort verbleibt es für diesen Tag und die folgende Nacht, bewacht durch 12 Musketiere.
Proviant und Munition der Schlossbesatzung werden den Franzosen „überantwortett“. Das Ansuchen der Bayern, sie von Tübingen in die Winterquartiere der bayerischen Armee zu geleiten („convoyrn“), schlägt Hoquincourt aus. Zur Begründung lässt er ausrichten, der Weg bis in das Bistum Salzburg und die Oberpfalz wäre zu weit. Derweilen staunt Oberst Klug angesichts der gewaltigen Mengen von Kanonenkugeln, die er im Zeughaus des Hohentübingen vorfindet und lässt sogleich 200 „ailffpfündige und halbe Carthaunenkuglen, auch was Ihme sonsten gedaugt, weckhnemmen“, darunter auch 14 Tonnen Pulver.

### Sonntag, 7./17. März 1647
Der Abzug der bayerischen Soldaten verzögert sich durch die Fahndung nach ehemaligen französischen oder schwedischen Armeeangehörigen unter ihnen. Einige der Männer haben sich schon in der Nacht zuvor aus dem Staub gemacht, weitere werden jetzt von den Franzosen festgehalten, wobei es zu ergreifenden Szenen kommt.

Unter „Rührung der Trommeln“ zieht zwischen 9 und 10 Uhr die restliche Schlossbesatzung los und kommt zunächst einmal nur bis vors Lustnauer Tor. Dort müssen die Bayern zunächst ein Spalier von vier französischen Musketierregimentern passieren, wobei der Oberst Klug alle mitgeführten Gefangenen aussortiert. Wohl auf den Protest Pürcks hin zieht Klug einige mörderisch zurechtgemachte Musketenkugeln aus dem Sack, hält sie dem Hauptmann hin und bemerkt, mit Kugeln wie diesen hätten die Bayern auf seine Leute geschossen. Es sei doch wohl bekannt, was solcherlei „Proceduren“ üblicherweise verdienten? Pürck schwört eilends (und seine Männer bezeugen es ihm), dass er von diesen Kugeln nicht das Geringste gewusst und auch niemals seine Soldaten angewiesen habe, dergleichen herzustellen. Auf bohrendes Nachfragen („inquiriren“) der Franzosen hin findet sich schließlich ein Übeltäter: Es ist ausgerechnet jener Leutnant, der in Begleitung des Obersten Klug die Mine im Burgweingarten besichtigt hatte. Er soll den bayerischen Schützen eingeben haben, Glassplitter in ihre Bleikugeln einzugießen und „allerhand Cabalistische Wörter darauf (zu) schreiben“, auch Draht und ausgehöhlte Kugeln zu verschießen. Der Beschuldigte wird in die Stadt zurückgebracht und im Quartier des Obersten Klug festgesetzt, während man Pürck mit dem mittlerweile recht kläglichen Rest seiner Männer endlich weiterschickt.
Begleitet („convoijeret“) von etlichen französischen Reitern kommen sie jedoch nur „biß under das Ziegelhauß“, wo Generalleutnant Hoquincourt persönlich seine ehemaligen Widersacher erwartet. Das nun folgende Streitgespräch dauert fast eine Stunde. Mit Hilfe von Oberst Klug, der wohl als Dolmetscher fungiert, lässt der französische Befehlshaber dem Hauptmann Pürck und seinem Kriegskommissar Schweigkel zunächst bestellen, „sie hetten 2 heerpauckhen, die gehörten Ihnen zue, weren Ihnen von Unsrigen von ungefehr 2 Jahren bei Reitlingen in einem einfalh abgenommen worden, die wolten Sie wider haben.“ Die Bayern widersprechen, „besagte heerpauckhen gehören Hr. Generalwachtmeistern Kolben zue, seien herrn hauptmann Pürckh in Verwahr geben: auch solche mit unns zu nemmen, von Ihnen allezeit bewilligt worden.“ Hoquincourt lässt jedoch keinen Einwand gelten, die symbolträchtigen Instrumente werden den Besiegten einfach „weckhgenommen“.

Dann geht es weiter: Vom Magistrat der Stadt Tübingen, behauptet Oberst Klug, hätte man erfahren, dass der bayerische Kriegskommissar die Summe von 10.000 Gulden in seiner Kriegskasse mit sich führe, „cassagelter, so in dem hertzogthumb Würtemberg weren eingezogen worden“. Da dieses Geld keinerlei Erwähnung in den schriftlichen Übergabebedingungen finde, solle es unverzüglich herausgegeben werden, andernfalls würde das gesamte Gepäck („Bagage“) der Bayern durchsucht („visitirt“) und jedes Stück konfisziert werden, welches nicht ausdrücklich festgeschrieben sei. Oberst Klug warnt den Kriegskommissar noch vor „großem schaden undt Unglückh“, falls er eine freiwillige Herausgabe verweigern solle. Schweigkel hält dagegen, sie hätten überhaupt keine Kontributionen aus dem Herzogtum erhalten, allenfalls vom Kloster Bebenhausen über den letzten Sommer hinweg monatlich 75 Gulden. Darüber hinaus hätte er vor einem Jahr in Rottweil „zue allerhandt aufgaaben“ 1000 Taler empfangen, davon wäre allerdings der größte Teil bereits ausgegeben. Etwa 450 (Taler?) oder (umgerechnet?) 60 Gulden seien in der Kriegskasse übrig, weiter wisse er nichts zu sagen und setzte dafür sein Leben als Pfand. Oberst Klug zeigt sich nicht überzeugt. Schweigkel muss vor also Hoquincourt hintreten und wird von diesem „mit betrohendem ernst ermahnt“, die 10.000 Gulden herauszurücken. Der Kriegskommissar bleibt jedoch bei seiner Aussage. Also wird Hauptmann Pürck zu den besagten Geldern befragt und antwortet: „Er habe sich der cassagelter niemals nichts angenommen, khönde dahero auch von solchen im wenigsten nichts sagen.“ Noch immer sind die Franzosen nicht zufrieden, sondern nehmen einen weiteren Offizier in die Mangel, einen Leutnant, der sehr lange zur beständigen Tübinger Garnison gehört hatte. Auch dieser schützt Unwissenheit vor. Schließlich werden Pürck und Schweigkel aufgefordert, ihre Aussage zu beeiden. Beide leisten Hoquincourt den Eid in die Hand, worauf sich der französische Befehlshaber großzügig zeigt. Obgleich, so Hoquincourt vor der versammelten ehemaligen Garnison, die Kriegskasse nach herrschendem Recht seine sei, wolle er das Geld unter seinen Gegnern verteilen lassen, um deren Tapferkeit zu würdigen. Ob beabsichtigt oder nicht, jedenfalls führt das Ansinnen des Generalleutnants später noch für mancherlei Zwist im bayerischen Lager, da die seinerzeit anwesenden Soldaten auf einer Verteilung des Geldes bestehen (mit der Begründung, es wäre ohnehin verloren gewesen), und von einem Teil ihrer Offiziere in diesem Begehren unterstützt werden, während Schweigkel darauf beharrt, von der Summe (welche ohne Befehl seines vorgesetzten Generalkommissars sowie nicht angetastet werden dürfe) zunächst eine Reihe von Verbindlichkeiten gegenüber dem bei den Verhandlungen bemühten „Auditörn“ (12 Taler), der französischen Eskorte durch einen Leutnant des „Oehmischen“ Regiments (24 Taler) und den bei der Belagerung verletzten bayerischen Soldaten (36 Taler) zu begleichen.
In einem Schlusswort wendet sich Hoquincourt dann nochmals an Pürck: „Herr Commandant habt gethon, wie ein prav Soldat, was euch in dem accord versprochen ist, das solle gehalten undt Ihr sicher nach Heilbronn begleitet werden.“
Am Abend noch, nachdem die Bayern abgezogen sind, wird Hohentübingen mit zwei französischen Halbkartaunen bestückt.

### Montag, 8./18. März 1647
Die Hauptmacht der Franzosen bricht gegen 8 Uhr nach Reutlingen auf. Dragonerkapitän Bauck (?) erhält bis auf weiteres den Befehl über das Schloss, ihm unterstehen 40 Mann.

### Weitere Geschehnisse
- „Und wie die Sag gehet“, so wird jener bayerische Leutnant, der seine Kriegsknechte in der Herstellung von Draht-, Splitter- und Hohlkugeln unterwies, in Eisen geschlagen und später im Uracher Tal gehenkt.
- Schweigkels Ärger mit dem lieben Geld ist noch nicht ausgestanden. Die Stadt Tübingen macht Schwierigkeiten bei der Auszahlung zugesagter Verpflegungsgelder. Wahrscheinlich, so der Kriegskommissar in seinem Bericht, hätte man im Stadtrat darauf gehofft, dass die Festung Hohentübingen kampflos und unversehrt übergeben würde. Nun stünde jedoch der Unterhalt von sechs Wochen für die beständige Garnison aus, die Verstärkungen von Weil der Stadt und Heilbronn bekämen noch Geld für vier Wochen, er selber hätte gar zweieinhalb Monate offen. Daher geht seine Bitte an den Vorgesetzten, eine „beweglich“ Nachricht an den Herzog nach Stuttgart zu senden oder (für den Fall, dass auch dieser die ausstehende Forderungen nicht begleichen würde) die Söldner, „weilen Sie alhier gar ein schlechts haben“, selbst zu bezahlen.

- Die Franzosen bleiben als Besatzungstruppen bis 1649 in Tübingen. Turenne selbst nimmt eine Zeit lang sein Hauptquartier auf dem Schloss. Etwas unterhalb des gesprengten Turmes wurde 1667–1672 der markante Fünfeckturm errichtet.

### Verluste und Gewinne
- Auf Seite der Bayern fallen 30 Mann, dazu kommt eine unbekannte Zahl an Verwundeten. 88 Soldaten müssen als ehemalige Angehörige schwedischer oder französischer Truppenkörper in die Dienste des Siegers übertreten.
- Auf Seite der Franzosen fallen 58 Mann, dazu kommen 80 Verwundete.[104]

Als Gewinn verzeichnen die Franzosen (neben der Festung selbst) „14 Geschütze auf den Lafetten, sowohl große, als kleine, zwei Mörser aus Bronze, mit mehreren Bomben und Feuerkugeln, eine gefüllte Waffenkammer und viel sonstige Munition.“

### Nachworte
Extrablatt der franz. Zeitung:
„Der Gewinn dieser Eroberung besteht nicht allein darin, daß man sich dieser Festung versichert hat, die mit gutem Recht als die stärkste im Herzogtum Wirtemberg gilt, sondern noch mehr in dem guten Ruf der Waffen des Königs, die gegen jedermanns Erwarten und vor allem derer, die den Platz so tapfer verteidigten, ihn in so kurzer Zeit erobert haben. Und in der That, dieser Erfolg hat nicht wenig zum glücklichen Ausgang beigetragen und wird auf den Fortgang der Friedensverhandlungen mit Bayern, die gleichzeitig im Werke sind, von nicht geringem Einflusse sein, zusammen mit dem Schrecken, der in ganz Deutschland die Gegenwart und das Verhalten des Marschalls von Turenne verbreitet.“
Schweigkel am 22. März 1647 in Heilbronn:
„Undt daß Ich mit disem bericht nit ehender einkhommen, bitte gehorsamblich umb verzeihung, habe aber vermeint gleich ein außführliches relation zuethun, die ich underweegs des außzugs von Tibingen gegen hiehero nit habe verfertigen khönden, sondern hierzu erresten allhier die zeit nemmen müessen.“
„Der Große Gott steüre den graußamen würg Schwerdt, und Lendere die bluet dürstige Gedanckhen der Menschen, Erfreue uns auch einmal mit dem erwünschten Edlen Frieden, Amen!“